# Technische Hochschule Mittelhessen
Technische Hochschule Mittelhessen, THM (ang. Mittelhessen University of Applied Sciences) – niemiecka uczelnia zawodowa (niem. Fachhochschule) w środkowej Hesji. Zlokalizowana zasadniczo w trzech kampusach w miastach Friedberg, Gießen oraz Wetzlar. THM kształci około 14 tys. studentów. Częścią uczelni jest zlokalizowane w Wetzlar Studium Plus, prowadzące tzw. studia dualne polegające na kształceniu z dużym udziałem praktyk przemysłowych.

## Historia

### Kampus Gießen
Zalążki obecnego THM sięgają roku 1838, kiedy to w Gießen założono szkołę rysunku technicznego, przekształconą w 1846 w szkołę handlową. W 1909 wprowadzono w szkole egzamin państwowy, a w 1919 wyodrębniono kształcący w systemie czterosemestralnym Wydział Inżynierii Mechanicznej. W 1925 szkoła nazywana była Przemysłową Państwową Szkołą Inżynierską miasta Gießen. Obejmowała ona wydziały budownictwa, mechaniczny, sztuki przemysłowej, linii kolejowych oraz elektrotechniki. W grudniu 1944 budynek szkoły, podobnie jak większość miasta, został całkowicie zniszczony w wyniku bombardowania. W 1946 szkoła przemianowana na „Polytechnikum Gießen” wznowiła działalność. Inauguracja obejmowała pięć kierunków (dwa mechaniczne, dwa budownictwa i jeden elektrotechniki) oraz 216 studentów. W 1971 szkoła liczyła 59 nauczycieli i kształciła 950 studentów.

### Kampus Friedberg
Założycielem prywatnej Akademii Handlowej we Friedbergu był w 1901 architekt Robert Schmidt. Akademia jako szkoła techniczna obejmowała kierunki inżynierii mechanicznej, elektrycznej, budowy maszyn, inżynierii lądowej oraz chemii i metalurgii. Schmidt sprzedał w 1908 szkołę miastu Friedberg, które przemianowało szkołę na Miejski Politechniczny Instytut Edukacyjny. W latach 1917–1919 szkoła była zamknięta ze względu na wojnę. W 1925 w Instytucie kształciło się ponad 500 studentów. W maju 1933 szkole nadano tytuł „Adolf-Hitler-Polytechnikum”, a w 1940 zmieniono go na „Adolf-Hitler-Ingenieurschule”. W 1945 na polecenie administracji amerykańskiej szkołę zamknięto.
Po naprawach szkód w budynkach szkolnych, wynikających z działań wojennych w 1946 otwarto ponownie Szkołę Politechniczną we Friedbergu z wydziałami mechanicznym, elektrycznym i budownictwa. Ze względu na kłopoty finansowe miasta, od 1 kwietnia 1958 szkoła zarządzana i finansowana była przez władze landu Hesja.

## Uczelnia współcześnie
1 sierpnia 1971 powołano do życia Fachhochschule Gießen obejmujące szkoły techniczne z Gießen i Friedberga oraz Instytut Pedagogiczny w Fuldzie (włączony w 1974 do Hochschule Fulda). W 1978 zmieniono nazwę szkoły na „Fachhochschule Giessen-Friedberg”, która funkcjonowała do 2010.
W 2001 w Wetzlar na terenie dawnych koszar wojskowych utworzono jednostkę uniwersytecką pod nazwą Studium Plus. W ramach Studium prowadzone są tzw. studia dualne, prowadzone we współpracy przedsiębiorstw przemysłowych, w których studenci realizują praktyki przemysłowe, realizowane w znacznie większym wymiarze, niż dla klasycznych studiów.
Oferta szkoły jest stale rozbudowywana. Obecnie uczelnia kształci studentów na dwóch stopniach: inżynierskim i magisterskim. Rośnie także liczba studentów. W roku akademickim 2007/08 (semestr zimowy) uczelnia kształciła około 9700 studentów, w roku 2010/11 około 12 600 studentów, a obecnie (semestr zimowy 2012/13) liczba studentów wynosi około 14 000 studentów.

## Struktura

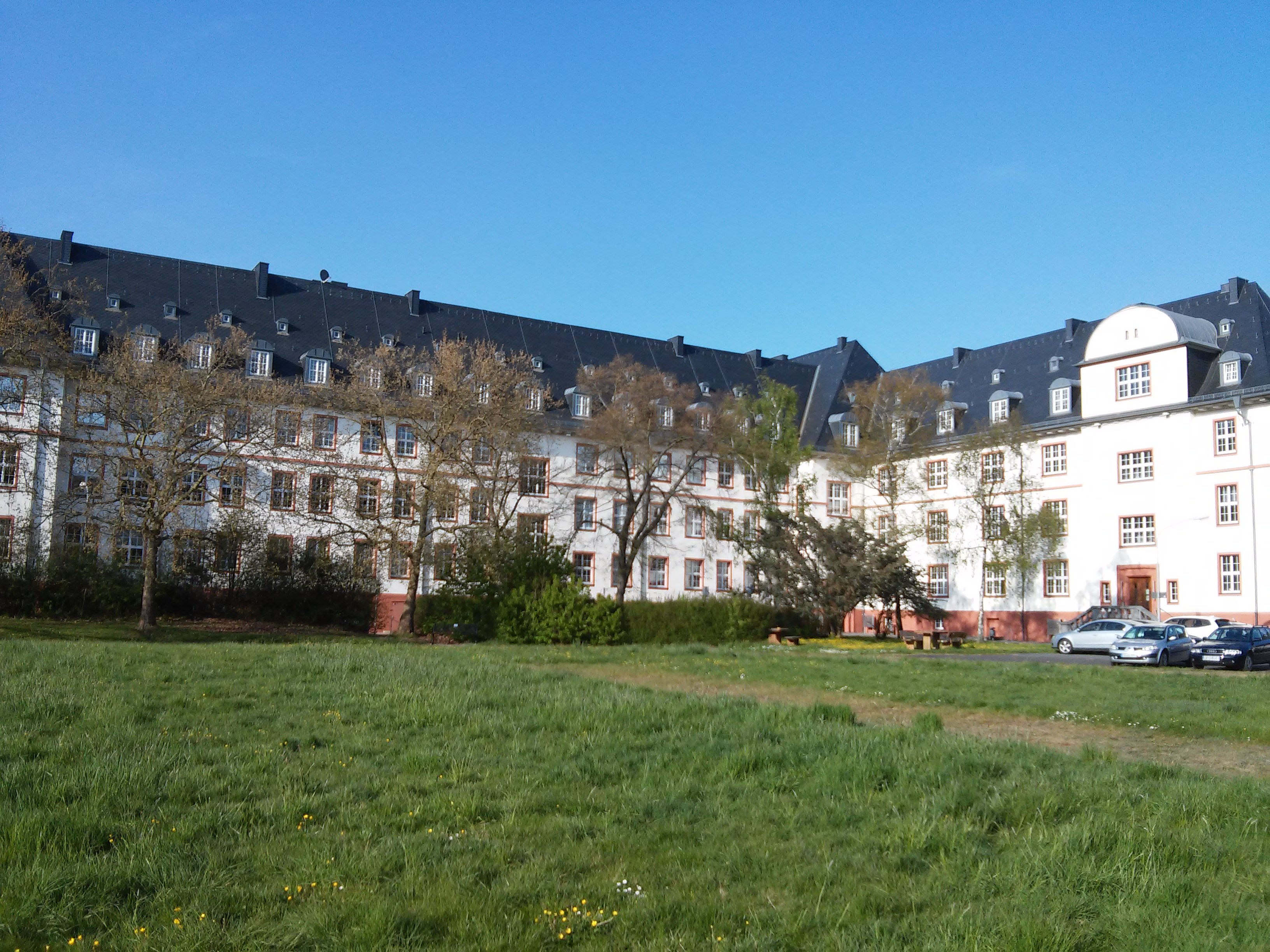
Kampus Wetzlar

Struktura uczelni podzielona jest na następujące jednostki (wydziały):
W kampusie Gießen:
- 01 Budownictwo
- 02 Elektrotechnika i techniki informacyjne
- 03 Budowa maszyn i energetyka
- 04 Life Science Engineering LSE
- 06 Matematyka, nauki przyrodnicze i informatyka
- 07 Ekonomia – THM Business School W

W kampusie Friedberg:
- 11 Techniki informacyjne, elektrotechnika, mechatronika
- 12 Budowa maszyn, mechatronika, inżynieria materiałowa
- 13 Matematyka, nauki przyrodnicze i obróbka danych
- 14 Inżynieria przemysłowa

Wspólnie w kampusie Gießen i Friedberg:
- 21 Nauki społeczne i kultura

W kampusie Wetzlar – Studium Plus (struktura wewnętrzna nie stanowi odrębnych wydziałów):
- Inżynieria przemysłowa
- Zarządzanie w biznesie
- Technologia i inżynieria mikrosystemów
- Zarządzanie edukacją na poziomie podstawowym
- Zarządzanie procesami